# Truls Möregårdh
Truls Möregårdh (prononciation suédoise : [ˈtrɵ̌ls ˈmœ̂ːrɛˌɡoːɖ]), né le 16 février 2002 à Hovmantorp en Suède, est un pongiste suédois.

## Biographie
Möregårdh avait 10 ans lorsqu'il a remporté son premier Euro Mini Champs (championnats d'Europe officiels pour les jeunes de 11 ans) et a également remporté l'or l'année suivante dans la même compétition.
Truls et son frère aîné Malte ont grandi au BTK Frej et au Dänningelanda BTK, à Växjö. À l'âge de 12 ans, sa famille a décidé de déménager à Eslöv, en Scanie, pour le soutenir dans ses activités de tennis de table. Il est devenu le plus jeune joueur de l'histoire de la Ligue des champions lors de ses débuts en 2016. Möregårdh a remporté l'argent aux Championnats du monde juniors 2017 et 2019 et l'or aux Championnats d'Europe juniors 2019. La même année, à 17 ans, il est devenu le plus jeune joueur à remporter les Championnats suédois seniors. Il a également remporté l'or en double messieurs  aux Championnats suédois juniors.
Il est champion de Suède en simple en 2021, 2022, 2023, 2024 et 2025.
Il gagne la médaille de bronze par équipes lors des Championnats d'Europe de tennis de table 2019 et 2021.
Le 29 novembre 2021, lors des Championnats du monde de Houston, au Texas, Möregårdh est devenu le premier adolescent suédois à remporter une médaille depuis la médaille d'or de Stellan Bengtsson aux Championnats du monde de Nagoya en 1971. Möregårdh était classé 77e au monde avant le tournoi, devenant ainsi le joueur le moins bien classé à atteindre la finale d'un Championnat du monde.
Il intègre en 2023 la Super Ligue chinoise de tennis de table avec l'équipe de Lexuan Sports Group TTC afin de préparer au mieux les Jeux olympiques de 2024.
Truls Möregårdh fait partie de l'équipe gagnante des Championnats d'Europe par équipes de tennis de table 2023 à Malmö, en Suède, la première fois depuis 21 ans que la Suède remportait une épreuve par équipes en tennis de table. L'équipe suédoise comprenait également Mattias Falck, Anton Källberg, Kristian Karlsson et Jon Persson. Jörgen Persson était le capitaine de l'équipe. Il est médaillé d'argent par équipes Jeux européens de 2023.
Il est finaliste du Top 16 européen en 2022 et en 2024, perdant à chaque fois en finale contre Darko Jorgić.
Aux Jeux olympiques de Paris en 2024, il réalise l'exploit d'éliminer en 16e de finale le numéro 1 Chinois Wang Chuqin sur le score de 4-2. Il remporte la médaille d'argent en ne s'inclinant que face à Fan Zhendong en finale. Il décroche une médaille de bronze en simple aux Championnats du monde 2025 à Doha.
Le 1er juin 2025, Il remporte la Ligue des Champions avec le FC Saarbrücken.

## Une raquette particulière

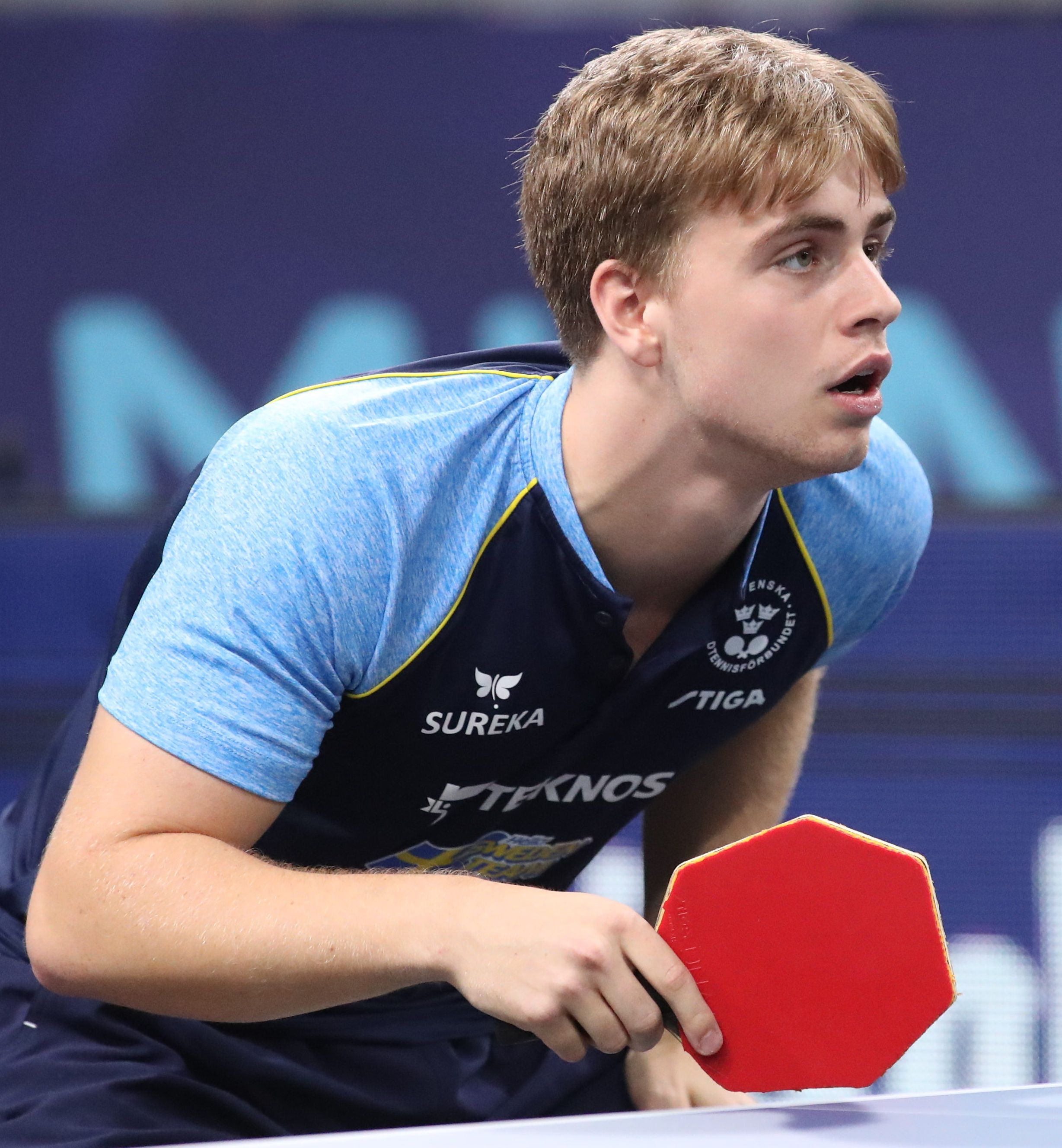
Möregårdh lors des championnats d'Europe 2022.

Il utilise une raquette heptagonale de la marque suédoise Stiga appelée « Cybershape », comportant sept côtés non égaux, dont la plaque est octogonale en prenant en compte le bord du côté du manche, ce qui donne 11% de zone de toucher en plus dans la zone de frappe, mais qui est légèrement plus lourde qu'une raquette traditionnelle.